# Europese weg 673
De Europese weg 673 of E673 is een Europese weg die loopt van Lugoj in Roemenië naar Ilia in Roemenië.

## Algemeen
De Europese weg 673 is een Klasse B-verbindingsweg en verbindt het Roemeense Lugoj met het Roemeense Ilia en komt hiermee op een afstand van ongeveer 95 kilometer. De route is door de UNECE als volgt vastgelegd: Lugoj - Deva. in 2004/2005 is besloten om Deva vervangen door Ilia. Het traject is daarmee als volgt vastgelegd: Lugoj - Ilia. De route is daarmee ingekort tot 79 kilometer.

## Nationale wegnummers
De E673 loopt over de volgende nationale wegnummers:
| Nummer   | Tracé        |
| Roemenië | Roemenië     |
| -------- | ------------ |
| 68A      | Lugoj - Ilia |